# Euophrys rufibarbis
Espèce
Synonymes
- Attus rufibarbis Simon, 1868
- Attus comptulus Simon, 1871

Euophrys rufibarbis est une espèce d'araignées aranéomorphes de la famille des Salticidae.

## Distribution
Cette espèce se rencontre en Europe du Sud, en Algérie, en Turquie, en Chine.

## Habitat
Cette espèce colonise des milieux secs. 

## Description
Les mâles mesurent de 3,44 à 4,42 mm et les femelles de 3,7 à 4,88 mm.
La femelle est quasiment uniformément brune parsemée de poils blancs, montrant simplement deux légères rangées de points blancs et noirs de chaque côté de l'axe de l'abdomen. Elle possède une moustache blanche bien coupée, parfois orangée, et des joues glabres.
Le mâle est reconnaissable par la présence de poils rouges vif sur sa face.

## Systématique et taxinomie
Cette espèce a été décrite sous le protonyme Attus rufibarbis par Simon en 1868. Elle est placée dans le genre Euophrys par Simon en 1876.
Attus comptulus a été placée en synonymie par Prószyński en 1987.

## Publication originale
- Simon, 1868 : « Monographie des espèces européennes de la famille des attides (Attidae Sundewall. - Saltigradae Latreille). » Annales de la Société Entomologique de France, sér. 4, vol. 8, p. 11-72 & 529-726 (texte intégral).